# Calliandra palmeri
Calliandra palmeri är en ärtväxtart som beskrevs av Sereno Watson. Calliandra palmeri ingår i släktet Calliandra och familjen ärtväxter. Inga underarter finns listade i Catalogue of Life.